# Il selvaggio (film 1953)
Il selvaggio (The Wild One) è un film drammatico del 1953 diretto da László Benedek con protagonista Marlon Brando.

## Trama
Una banda di motociclisti, chiamata Banda dei Ribelli Motociclisti Neri ("Black Rebel Motorcycle Club" nell'originale, abbreviato in BRMC), disturba una gara motociclistica entrando nel circuito e importunando gli spettatori. La banda viene allontanata, ma uno dei suoi membri riesce a rubare il secondo premio, un trofeo, e lo dà al loro capo, Johnny.
Quindi la banda si dirige verso la cittadina di Wrightsville, dove i motociclisti si fermano schiamazzando e gareggiando tra loro, con grande disappunto e fastidio dei cittadini. L'unico ad accoglierli calorosamente è il padrone del bar locale, che, pregustando un guadagno tanto più lauto quanto più i motociclisti si tratterranno, vanifica i già fiacchi sforzi dello sceriffo di accompagnarli fuori dalla città e disinnescare così la situazione.
La banda, ormai in procinto di andarsene verso nuove avventure, sarà però costretta a restare in città a causa di un incidente accaduto ad uno di loro. Inoltre, Johnny si innamora di una barista, peraltro figlia dello sceriffo, e tenta in ogni modo di sedurla e di farsi bello di fronte a lei.
L'arrivo in città di una banda rivale, i Beetles, capitanata da Chino, non fa che peggiorare la situazione. Per una lite tra i due capibanda, un tempo compagni, nasce una violenta discussione che culmina con l'arresto di Chino. Presi dalla collera, i compagni semineranno il disordine nella città a bordo delle loro motociclette, innescando così la reazione dei cittadini che, offesi e irati, chiedono vendetta.
I cittadini identificheranno come capo dei nemici e capro espiatorio Johnny, totalmente perso nell'amore per la bella barista, e completamente innocente per tutta la baraonda nata nel paese. Nel tentativo di scappare dai suoi persecutori, Johnny viene colpito da un attrezzo scagliato dalla folla inferocita e la moto, ormai senza controllo, finisce per investire un cittadino, uccidendolo.
All'arrivo delle forze di polizia, una sorta di muro d'omertà da parte dei cittadini nasconde l'accaduto e attribuisce la causa della morte al volere di Johnny. Solo la testimonianza della barista lo scagiona anche se lui, reso coriaceo dalla sfiducia per le persone e per le istituzioni, faticherà a ringraziarla debitamente.
Il film segnerà profondamente lo stile biker dell'epoca, ed in particolare gli Onepercenters, motociclisti ribelli, emarginati dall'Associazione Motociclistica Americana (AMA), a cui tra l'altro, appartengono gli Hells Angels.

## Origine
La storia de Il selvaggio è basata sul racconto The Cyclists' Raid di Frank Rooney, pubblicato nel numero di gennaio del 1951 dell'Harper's Magazine. Il racconto venne successivamente pubblicato a sé nella raccolta The Best American Short Stories 1952. A sua volta il racconto era stato scritto dall'autore prendendo spunto da un fatto di cronaca riguardante una festa in strada fatta da un gruppo di motociclisti il 4 luglio del 1947 nella cittadina di Hollister, in California, che era degenerata in rissa, e il cui resoconto era stato pubblicato sul numero del 21 luglio 1947 della rivista Life.

## Controversie
In Gran Bretagna, il film venne bandito dal British Board of Film Censors. Uscirà solo nel novembre 1967.
Secondo il libro Triumph Motorcycle In America, all'epoca dell'uscita della pellicola, la Triumph protestò per l'uso prominente delle loro motociclette nel film, raffigurate come mezzo di locomozione di un branco di delinquenti e perdigiorno.